# Turnhalle der Neumarktschule

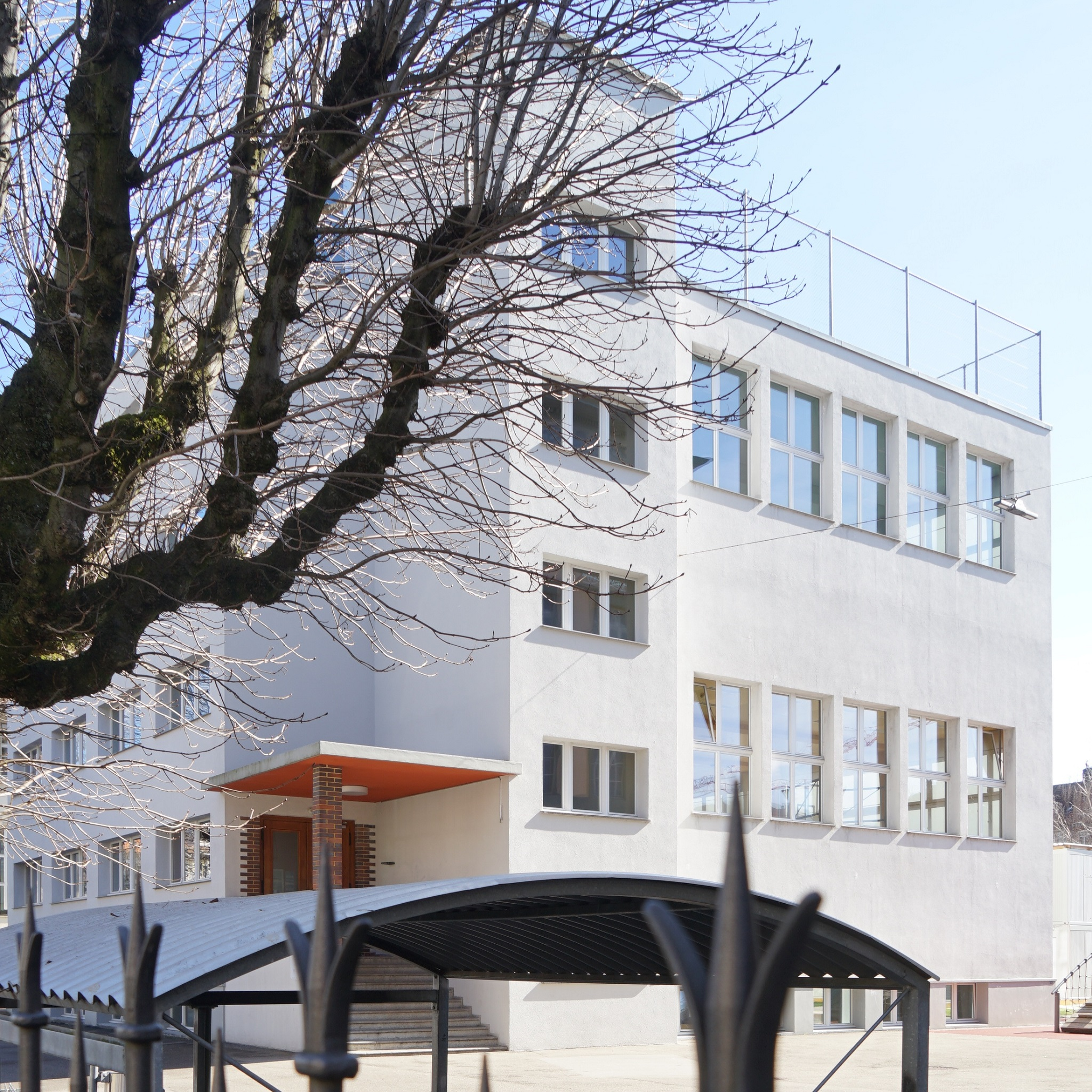
Eingangsseite der Doppelturnhalle (2022)

Das Gebäude Turnhalle der Neumarktschule, Logengasse 2 in Biel im Kanton Bern in der Schweiz wurde 1931/1932 vom Stadtbauamt Biel im Stil der «Bieler Moderne» errichtet und steht als Kulturgut unter Denkmalschutz. Es wurde 2004 bis 2007 von spaceshop Architekten saniert.

## Lage
Die Neumarktschule liegt im Südosten der Altstadt. Nordwestlich wird das Grundstück von der Logengasse, nordöstlich von der Jurastrasse und südwestlich von der Neumarktstrasse umschlossen. Die Doppelturnhalle liegt in der Mitte des dreiteiligen Ensembles. Zur Schüss liegen Pausen-, Spiel- und Sportplätze.

## Geschichte
1889 entstand das erste Gebäude als repräsentatives Schulhaus im Stil der Neorenaissance. Im Jahr 1912 errichtete man einen weiteren historisierenden Massivbau mit Satteldach. Unter der Leitung von Ernst Berger errichtete das Stadtbauamt Biel in den Jahren 1931 und 1932 die Doppelturnhalle. Bei der Sanierung von 2004 bis 2007 realisierte das beauftragte Architekturbüro an der Nordostecke einen zusätzlichen Eingang, verbunden mit einem neuen Treppenhaus und einer neuen Fassade. Mit dieser Ergänzung wurde eine separate Erschliessung der Aula geschaffen.

## Beschreibung

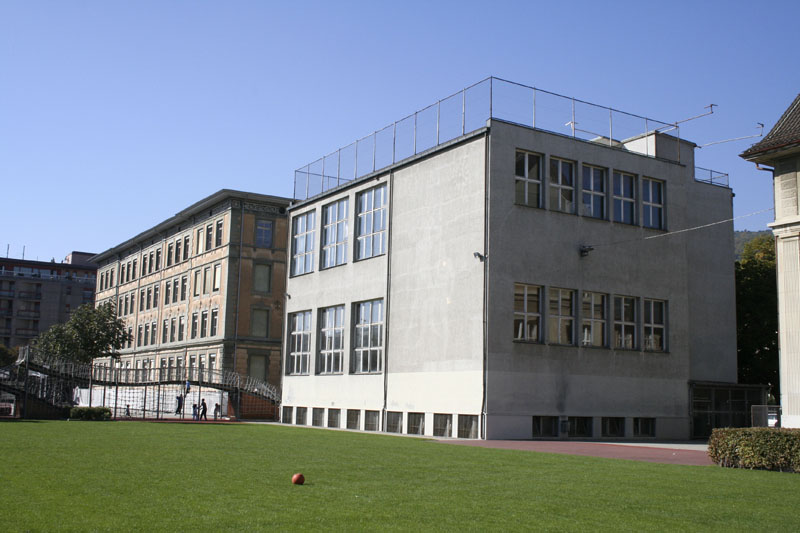
Neumarktschule und Turnhalle (2006)

Die Ausführung des Gebäudes erfolgte als hell verputzter Massivbau. Auf quadratischem Grundriss wurden ursprünglich zwei übereinanderliegende Sporthallen angeordnet. Heute dient die obere Halle als Aula, die über die Fenstergliederung nach aussen hin betont wird. Dreiseitig wurden abwechselnd Mauerscheiben und Fenster im Souterrains in der Flucht zurückversetzt. Hier erhielt der Swingklub einen Übungskeller. Die Flachdachterrasse des Gebäudes diente ursprünglich als Freiluft-Gymnastikraum. Inzwischen wurde er verglast. Im fünfgeschossigen Nebentrakt befinden sich Garderoben, Toiletten und Nebenräume. Auch hier liegt im oberen Geschoss eine Dachterrasse. Die Horizontalerschliessungen liegen an den strassenseitigen Ecken. Der ursprüngliche Innenausbau der Treppenhäuser (Granit) wurde im Rahmen der Sanierung gereinigt und wieder eingebaut. Der Haupteingang liegt im Nordwesten. Er wird mit einer farblich gefassten Betonplatte betont. Das Rotorange korrespondiert mit einem rotbraunen Backsteinpfeiler. Der 2007 neu geschaffene Eingang orientiert sich an dieser Gestaltung. Das bunte Farbkonzept der Innenräume besteht aus Mineralfarben.
Bei dem Gebäude handelt es sich um einen bedeutenden Bau der Bieler Moderne. Es verfügt über städtebaulicher Bedeutung, da es zusammen mit dem Schulhaus in der Neumarktstrasse 15 und der Turnhalle Logengasse 4 einen Abschluss des Neumarktquartiers gegen die Schüss bildet.